# Các đội tuyển bóng đá quốc gia Việt Nam năm 2002
Dưới đây là lịch và kết quả thi đấu của một số đội tuyển bóng đá quốc gia Việt Nam các cấp trong năm 2002. Bàn thắng của các đội tuyển Việt Nam được đưa ra trước.

## Nam

### Đội tuyển quốc gia
Cúp bóng đá Thành phố Hồ Chí Minh 2002
| Ngày                                                                   | Địa điểm         | Đối thủ        | Tỷ số | Vòng đấu  | Cầu thủ ghi bàn                              | Chi tiết |
| ---------------------------------------------------------------------- | ---------------- | -------------- | ----- | --------- | -------------------------------------------- | -------- |
| 2 tháng 8                                                              | TP.HCM, Việt Nam | Petrokimia FC  | 3–1   | Bảng A    | - Huỳnh Hồng Sơn 15', 75' - Lê Huỳnh Đức 58' | [ 1 ]    |
| 6 tháng 8                                                              | TP.HCM, Việt Nam | U-20 Thái Lan  | 1–3   | Bảng A    | - Lê Huỳnh Đức 72'                           | [ 2 ]    |
| 8 tháng 8                                                              | TP.HCM, Việt Nam | U-23 Singapore | 3–0   | Bán kết   | - Huỳnh Hồng Sơn 3', 27' - Lê Huỳnh Đức 28'  | [ 3 ]    |
| 10 tháng 8                                                             | TP.HCM, Việt Nam | Olympic Ấn Độ  | 2–3   | Chung kết | - Lê Huỳnh Đức 15' - Phùng Thanh Phuơng 20'  | [ 4 ]    |
| Việt Nam giành ngôi á quân tại Cúp bóng đá Thành phố Hồ Chí Minh 2002. |                  |                |       |           |                                              |          |

Tập huấn
| Ngày        | Địa điểm             | Đối thủ          | Tỷ số | Giải đấu | Cầu thủ ghi bàn                                 | Chi tiết |
| ----------- | -------------------- | ---------------- | ----- | -------- | ----------------------------------------------- | -------- |
| 8 tháng 7   | Côn Minh, Trung Quốc | Hồng Tháp B      | 2–0   | Tập huấn | - Huỳnh Hồng Sơn - Lê Huỳnh Đức                 | [ 5 ]    |
| 9 tháng 7   | Côn Minh, Trung Quốc | Hồng Tháp B      | 0–1   | Tập huấn |                                                 | [ 6 ]    |
| 21 tháng 11 | TP.HCM, Việt Nam     | Ngân hàng Đông Á | 1–0   | Tập huấn | - Lê Huỳnh Đức 35'                              | [ 7 ]    |
| 23 tháng 11 | TP.HCM, Việt Nam     | Bưu điện         |       | Tập huấn |                                                 |          |
| 27 tháng 11 | Sri Lanka            | Sri Lanka        | 2–1   | Tập huấn | - Nguyễn Minh Phương 32' - Nguyễn Đức Thắng 62' | [ 8 ]    |
| 29 tháng 11 | Sri Lanka            | Sri Lanka        | 1–1   | Tập huấn | - Trịnh Xuân Thành 50'                          | [ 9 ]    |
| 1 tháng 12  | Sri Lanka            | Sri Lanka        | 2–2   | Tập huấn | - Phan Văn Tài Em 3' - Lê Huỳnh Đức 65'         | [ 10 ]   |

Giao hữu
| Ngày       | Địa điểm           | Đối thủ            | Tỷ số | Giải đấu | Cầu thủ ghi bàn                                                       | Chi tiết |
| ---------- | ------------------ | ------------------ | ----- | -------- | --------------------------------------------------------------------- | -------- |
| 25 tháng 5 | TP.HCM, Việt Nam   | Samsung Bluewings  | 1–1   | Giao hữu | - Lê Huỳnh Đức 75' (ph.đ.)                                            | [ 11 ]   |
| 30 tháng 5 | TP.HCM, Việt Nam   | Midlesex Wanderers | 4–1   | Bảng B   | - Huỳnh Hồng Sơn 23' - Lê Huỳnh Đức 28', 80' - Trần Trường Giang 80', | [ 12 ]   |
| 8 tháng 12 | Băng Cốc, Thái Lan | Thái Lan           | 1–2   | Giao hữu | - Huỳnh Hồng Sơn 15'                                                  | [ 13 ]   |

Giải vô địch bóng đá Đông Nam Á 2002
| Ngày                                                             | Địa điểm           | Đối thủ     | Tỷ số | Vòng đấu      | Cầu thủ ghi bàn | Chi tiết |
| ---------------------------------------------------------------- | ------------------ | ----------- | ----- | ------------- | --- | -------- |
| 15 tháng 12                                                      | Jakarta, Indonesia | Campuchia   | 9–2   | Bảng B        | - Huỳnh Hồng Sơn 11' - Trần Trường Giang 16', 40' - Nguyễn Quốc Trung 24' - Lê Huỳnh Đức 63', 80' - Nguyễn Minh Phương 75' - Trịnh Xuân Thành 88' - Phạm Văn Quyến 90' |          |
| 19 tháng 12                                                      | Jakarta, Indonesia | Philippines | 4–1   | Bảng B        | - Hồng Sơn 60', 72' - Huỳnh Đức 68' (ph.đ.), 79' | [ 14 ]   |
| 21 tháng 12                                                      | Jakarta, Indonesia | Indonesia   | 2–2   | Bảng B        | - Phan Văn Tài Em 53' - Lê Huỳnh Đức 59' |          |
| 23 tháng 12                                                      | Jakarta, Indonesia | Myanmar     | 4–2   | Bảng B        | - Trịnh Xuân Thành 38' - Đặng Phương Nam 48', 66' - Lê Huỳnh Đức 72' (ph.đ.)                                                                                           |          |
| 27 tháng 12                                                      | Jakarta, Indonesia | Thái Lan    | 0–4   | Bán kết       | | [ 15 ]   |
| 29 tháng 12                                                      | Jakarta, Indonesia | Malaysia    | 2–1   | Tranh hạng ba | - Trần Trường Giang 45' - Nguyễn Minh Phương 59' | [ 16 ]   |
| Việt Nam giành hạng ba tại Giải vô địch bóng đá Đông Nam Á 2002. |                    |             |       |               | |          |

### Đội tuyển U-23 quốc gia& Đội tuyển Olympic
Cúp bóng đá Thành phố Hồ Chí Minh 2002
| Ngày                                                                                        | Địa điểm         | Đối thủ   | Tỷ số | Vòng đấu | Cầu thủ ghi bàn                | Chi tiết |
| ------------------------------------------------------------------------------------------- | ---------------- | --------- | ----- | -------- | ------------------------------ | -------- |
| 4 tháng 8                                                                                   | TP.HCM, Việt Nam | Singapore | 1–2   | Bảng B   | - Vũ Như Thành 46' (p.đ.)      | [ 17 ]   |
| 6 tháng 8                                                                                   | TP.HCM, Việt Nam | Ấn Độ     | 1–3   | Bảng B   | - Đặng Thanh Phương 80' (p.đ.) | [ 18 ]   |
| Việt Nam xếp cuối Bảng B và dừng chân tại vòng bảng Cúp bóng đá Thành phố Hồ Chí Minh 2002. |                  |           |       |          |                                |          |

Tập huấn
| Ngày       | Địa điểm  | Đối thủ   | Tỷ số | Vòng đấu | Cầu thủ ghi bàn       | Chi tiết |
| ---------- | --------- | --------- | ----- | -------- | --------------------- | -------- |
| 21 tháng 9 | Hồng Kông | Hồng Kông | 1–1   | Bảng B   | - Phan Văn Tài Em 26' | [ 19 ]   |
| 23 tháng 9 | Hồng Kông | Sun Hei   | 1–3   | Bảng B   | - Phạm Văn Quyến 39'  | [ 20 ]   |

Đại hội Thể thao châu Á 2002
| Ngày                                                                                              | Địa điểm        | Đối thủ  | Tỷ số | Vòng đấu | Cầu thủ ghi bàn | Chi tiết |
| ------------------------------------------------------------------------------------------------- | --------------- | -------- | ----- | -------- | --------------- | -------- |
| 27 tháng 9                                                                                        | Ulsan, Hàn Quốc | UAE      | 0–0   | Bảng B   |                 | [ 21 ]   |
| 30 tháng 9                                                                                        | Masan, Hàn Quốc | Thái Lan | 0–3   | Bảng B   |                 | [ 21 ]   |
| 3 tháng 10                                                                                        | Masan, Hàn Quốc | Yemen    | 0–2   | Bảng B   |                 | [ 21 ]   |
| Việt Nam xếp cuối Bảng B và dừng chân tại vòng bảng môn Bóng đá nam Đại hội Thể thao châu Á 2002. |                 |          |       |          |                 |          |

### Đội tuyển U-20, U-21 quốc gia
Tập huấn tại Thái Lan
| Ngày      | Địa điểm | Đối thủ                  | Tỷ số | Giải đấu | Cầu thủ ghi bàn        | Chi tiết |
| --------- | -------- | ------------------------ | ----- | -------- | ---------------------- | -------- |
| 2 tháng 1 | Thái Lan | Thái Lan                 | 1–3   | Tập huấn | - Nguyễn Anh Cường 36' | [ 22 ]   |
| 3 tháng 1 | Thái Lan | Bangkok Christian School | 4–2   | Tập huấn |                        | [ 23 ]   |

Giải vô địch bóng đá U-20 Đông Nam Á 2002
| Ngày                                                              | Địa điểm              | Đối thủ     | Tỷ số | Vòng đấu      | Cầu thủ ghi bàn                                                                                  | Chi tiết |
| ----------------------------------------------------------------- | --------------------- | ----------- | ----- | ------------- | ------------------------------------------------------------------------------------------------ | -------- |
| 23 tháng 1                                                        | Phnôm Pênh, Campuchia | Campuchia   | 3–1   | Bảng B        | - Lê Mạnh Huy 43' - Đặng Văn Thành 82'                                                           | [ 24 ]   |
| 24 tháng 1                                                        | Phnôm Pênh, Campuchia | Philippines | 6–0   | Bảng B        | - Phạm Văn Quyến 27', 43'' - Nguyễn Anh Cường 35' - Phan Như Thuật 63' - Đặng Văn Thành 77', 80' | [ 25 ]   |
| 26 tháng 1                                                        | Phnôm Pênh, Campuchia | Lào         | 0–1   | Bảng B        |                                                                                                  |          |
| 28 tháng 1                                                        | Phnôm Pênh, Campuchia | Brunei      | 4–0   | Bảng B        | - Phạm Văn Quyến 14', 42', 75' - Đặng Văn Thành 48'                                              |          |
| 1 tháng 2                                                         | Băng Cốc, Thái Lan    | Thái Lan    | 2–3   | Bán kết       | - Nguyễn Anh Cường 35' - Phạm Văn Quyến 85'                                                      |          |
| 3 tháng 2                                                         | Băng Cốc, Thái Lan    | Lào         | 1–2   | Tranh hạng ba | - Phan Như Thuật 62'                                                                             |          |
| Việt Nam xếp thứ 4 tại Giải vô địch bóng đá U-20 Đông Nam Á 2002. |                       |             |       |               |                                                                                                  |          |

Vòng loại Giải vô địch bóng đá trẻ châu Á 2002
| Ngày                                                                                | Địa điểm               | Đối thủ   | Tỷ số | Vòng đấu | Cầu thủ ghi bàn | Chi tiết |
| ----------------------------------------------------------------------------------- | ---------------------- | --------- | ----- | -------- | --- | -------- |
| 4 tháng 5                                                                           | Kuala Lumpur, Malaysia | Campuchia | 5–0   | Bảng 10  | - Phạm Văn Quyến 36', 83' - Phan Như Thuật 46', 64' - Đặng Văn Thành 81'                                                   |          |
| 6 tháng 5                                                                           | Kuala Lumpur, Malaysia | Ma Cao    | 7–1   | Bảng 10  | - Nguyễn Minh Đức 31', 85' - Quốc Vượng 45' - Trần Đức Dương 48' - Đặng Văn Thành 54' - Mạnh Hưng 56' - Phạm Văn Quyến 76' |          |
| 8 tháng 5                                                                           | Kuala Lumpur, Malaysia | Malaysia  | 3–1   | Bảng 10  | - Lê Công Vinh 1' - Phạm Văn Quyến 7', 42'                                                                                 |          |
| Việt Nam đứng nhất Bảng 10 và giành vé tham dự Giải vô địch bóng đá trẻ châu Á 2002 |                        |           |       |          | |          |

Hassanal Bolkiah Trophy 2002
| Ngày                                                                                | Địa điểm                    | Đối thủ     | Tỷ số | Vòng đấu | Cầu thủ ghi bàn                                                                         | Chi tiết |
| ----------------------------------------------------------------------------------- | --------------------------- | ----------- | ----- | -------- | --------------------------------------------------------------------------------------- | -------- |
| 17 tháng 8                                                                          | Bandar Seri Begawan, Brunei | Indonesia   | 0–1   | Bảng B   |                                                                                         | [ 26 ]   |
| 18 tháng 8                                                                          | Bandar Seri Begawan, Brunei | Thái Lan    | 0–1   | Bảng B   |                                                                                         | [ 26 ]   |
| 21 tháng 8                                                                          | Bandar Seri Begawan, Brunei | Philippines | 5–1   | Bảng B   | - Phạm Văn Quyến - Nguyễn Anh Cường - Nguyễn Lâm Tấn - Lê Quang Cường - Nguyễn Cảnh Lâm | [ 27 ]   |
| 22 tháng 8                                                                          | Bandar Seri Begawan, Brunei | Singapore   | 2–1   | Bảng B   | - Lê Quang Cường 11' - Nguyễn Anh Cường 31'                                             | [ 28 ]   |
| Việt Nam xếp thứ ba Bảng B và dừng chân tại vòng bảng Hassanal Bolkiah Trophy 2002. |                             |             |       |          |                                                                                         |          |

Giải vô địch bóng đá trẻ châu Á 2002
| Ngày                                                                                      | Địa điểm    | Đối thủ    | Tỷ số | Vòng đấu | Cầu thủ ghi bàn           | Chi tiết |
| ----------------------------------------------------------------------------------------- | ----------- | ---------- | ----- | -------- | ------------------------- | -------- |
| 17 tháng 10                                                                               | Doha, Qatar | UAE        | 0–2   | Bảng 10  |                           |          |
| 20 tháng 10                                                                               | Doha, Qatar | Trung Quốc | 2–2   | Bảng 10  | - Phạm Văn Quyến 53', 84' | [ 29 ]   |
| 22 tháng 10                                                                               | Doha, Qatar | Syria      | 1–4   | Bảng 10  | - Phạm Văn Quyến 3'       | [ 30 ]   |
| Việt Nam xếp cuối Bảng C và dừng chân tại vòng bảng Giải vô địch bóng đá trẻ châu Á 2002. |             |            |       |          |                           |          |

Giao hữu
| Ngày       | Địa điểm         | Đối thủ    | Tỷ số | Vòng đấu | Cầu thủ ghi bàn      | Chi tiết |
| ---------- | ---------------- | ---------- | ----- | -------- | -------------------- | -------- |
| 27 tháng 3 | Hà Nội, Việt Nam | Thể Công B | 1–1   | Giao hữu | - Đặng Văn Thành 81' | [ 31 ]   |

### Đội tuyển U-16, U-17 quốc gia
Tập huấn tại Thái Lan
| Ngày       | Địa điểm           | Đối thủ                  | Tỷ số | Giải đấu | Cầu thủ ghi bàn                                                     | Chi tiết |
| ---------- | ------------------ | ------------------------ | ----- | -------- | ------------------------------------------------------------------- | -------- |
| 27 tháng 1 | Băng Cốc, Thái Lan | Bangkok Christian School | 3–3   | Tập huấn | - Lê Hoàng Phương 53' - Phan Thanh Bình 69' - Nguyễn Thanh Tùng 89' | [ 32 ]   |
| 29 tháng 1 | Băng Cốc, Thái Lan | Thái Lan                 | 2–4   | Tập huấn | - :Lương Mạnh Thắng 27' - Phan Thanh Bình 53'                       | [ 33 ]   |
| 31 tháng 1 | Băng Cốc, Thái Lan | Bangkok Christian School | 2–1   | Tập huấn | - Đỗ Văn Phú 39' - Lê Hoàng Phương 74'                              | [ 34 ]   |
| 2 tháng 2  | Băng Cốc, Thái Lan | Thái Lan                 | 1–1   | Tập huấn | - Phan Thanh Bình 24'                                               | [ 35 ]   |

Giải vô địch bóng đá U-17 Đông Nam Á 2002
| Ngày                                                                                            | Địa điểm               | Đối thủ   | Tỷ số | Vòng đấu | Cầu thủ ghi bàn                                                                          | Chi tiết |
| ----------------------------------------------------------------------------------------------- | ---------------------- | --------- | ----- | -------- | ---------------------------------------------------------------------------------------- | -------- |
| 19 tháng 2                                                                                      | Kuala Lumpur, Malaysia | Myanmar   | 2–6   | Bảng A   | - Phan Thanh Bình 45' - Nguyễn Quý Sửu 61'                                               | [ 36 ]   |
| 20 tháng 2                                                                                      | Kuala Lumpur, Malaysia | Singapore | 3–3   | Bảng A   | - Phan Thanh Bình 41', 60' (ph.đ.) - Mai Tiến Thành 45'                                  | [ 37 ]   |
| 22 tháng 2                                                                                      | Kuala Lumpur, Malaysia | Malaysia  | 0–2   | Bảng A   |                                                                                          | [ 38 ]   |
| 25 tháng 2                                                                                      | Kuala Lumpur, Malaysia | Brunei    | 9–0   | Bảng A   | - Phan Thanh Bình - Lương Mạnh Thắng - Đặng Vũ Hiệp - Nguyễn Quý Sửu - Nguyễn Thanh Tùng | [ 39 ]   |
| Việt Nam xếp thứ 3 Bảng A và dừng chân tại vòng bảng Giải vô địch bóng đá U-17 Đông Nam Á 2002. |                        |           |       |          |                                                                                          |          |

Vòng loại Giải vô địch bóng đá U-17 châu Á 2002
| Ngày                                                                                 | Địa điểm          | Đối thủ           | Tỷ số | Vòng đấu | Cầu thủ ghi bàn                              | Chi tiết |
| ------------------------------------------------------------------------------------ | ----------------- | ----------------- | ----- | -------- | -------------------------------------------- | -------- |
| 19 tháng 5                                                                           | Đài Bắc, Đài Loan | Indonesia         | 1–1   | Bảng 10  | - Đỗ Văn Phú 24'                             | [ 40 ]   |
| 23 tháng 5                                                                           | Đài Bắc, Đài Loan | Đài Bắc Trung Hoa | 2–1   | Bảng 10  | - Lương Mạnh Thắng 24' - Phan Thanh Bình 78' | [ 41 ]   |
| Việt Nam đứng nhất Bảng 10 và giành vé tham dự Giải vô địch bóng đá U-17 châu Á 2002 |                   |                   |       |          |                                              |          |

Giải vô địch bóng đá U-17 châu Á 2002
| Ngày                                                                                       | Địa điểm   | Đối thủ  | Tỷ số | Vòng đấu | Cầu thủ ghi bàn        | Chi tiết |
| ------------------------------------------------------------------------------------------ | ---------- | -------- | ----- | -------- | ---------------------- | -------- |
| 7 tháng 9                                                                                  | Dubai, UAE | Yemen    | 0–2   | Bảng B   |                        | [ 42 ]   |
| 10 tháng 9                                                                                 | Dubai, UAE | Pakistan | 1–1   | Bảng B   | - Nguyễn Văn Sơn 69'   | [ 43 ]   |
| 13 tháng 9                                                                                 | Dubai, UAE | Hàn Quốc | 1–4   | Bảng B   | - Lương Mạnh Thắng 47' | [ 44 ]   |
| Việt Nam xếp cuối Bảng B và dừng chân tại vòng bảng Giải vô địch bóng đá U-17 châu Á 2002. |            |          |       |          |                        |          |

Giao hữu
| Ngày       | Địa điểm         | Đối thủ | Tỷ số | Vòng đấu | Cầu thủ ghi bàn          | Chi tiết |
| ---------- | ---------------- | ------- | ----- | -------- | ------------------------ | -------- |
| 31 tháng 7 | Hà Nội, Việt Nam | Lào     | 1–0   | Giao hữu | - Nguyễn Quý Sửu (ph.đ.) | [ 45 ]   |

## Nữ

### Đội tuyển nữ quốc gia
Tập huấn tại Thượng Hải
| Ngày       | Địa điểm               | Đối thủ        | Tỷ số | Vòng đấu | Cầu thủ ghi bàn                                                         | Chi tiết |
| ---------- | ---------------------- | -------------- | ----- | -------- | ----------------------------------------------------------------------- | -------- |
| 20 tháng 9 | Thượng Hải, Trung Quốc | Trẻ Thượng Hải | 4–1   | Tập huấn | - Trần Thị Thúy Nga 19' - Nguyễn Thị Hà 30' - Đỗ Thị Ngọc Châm 73', 76' | [ 46 ]   |
| 20 tháng 9 | Thượng Hải, Trung Quốc | Trẻ Thượng Hải | 4–0   | Tập huấn | - Quách Thanh Mai 30' - Nguyễn Thị Hà 63', 68' - Ngọc Châu 75'          | [ 47 ]   |

Đại hội Thể thao châu Á 2002
| Ngày                                                 | Địa điểm           | Đối thủ           | Tỷ số | Vòng đấu | Cầu thủ ghi bàn        | Chi tiết |
| ---------------------------------------------------- | ------------------ | ----------------- | ----- | -------- | ---------------------- | -------- |
| 2 tháng 10                                           | Changwon, Hàn Quốc | Hàn Quốc          | 0–4   | Vòng 1   |                        | [ 48 ]   |
| 4 tháng 10                                           | Changwon, Hàn Quốc | Nhật Bản          | 0–3   | Vòng 2   |                        | [ 49 ]   |
| 7 tháng 10                                           | Busan, Hàn Quốc    | Trung Quốc        | 1–4   | Vòng 3   | - Quách Thanh Mai 19'  |          |
| 9 tháng 10                                           | Yangsan, Hàn Quốc  | Đài Bắc Trung Hoa | 1–1   | Vòng 4   | - Đoàn Thị Kim Chi 70' | [ 50 ]   |
| 11 tháng 10                                          | Changwon, Hàn Quốc | CHDCND Triều Tiên | 0–4   | Vòng 5   |                        |          |
| Việt Nam xếp thứ 6 tại Đại hội Thể thao châu Á 2002. |                    |                   |       |          |                        |          |